# Svenja Leiber
Svenja Leiber (Hamburgo, 1975) es una novelista alemana con residencia en Berlín.

## Biografía
Svenja Leiber se crio al norte de Alemania. Estudió Literatura, Historia e Historia del arte en Berlín. Ha vivido en Arabia Saudí.En 2005 publicó el volumen de relatos Büchsenlicht [Luz de lata], y en 2010 la novela Schipino. En 2007 ganó el Premio Werner Bergengruen. Su obra, muy elogiada en su país, trata sobre el fracaso y sobre la alienacióbn del ser humano.
Actualmente reside en Berlín con su marido y sus dos hijos. En 2014 la Editorial Suhrkamp publicó la novela Das Letze Land con gran acogida crítica y consagró a la autora como una de las más relevantes de la literatura en alemán.

## Obras
- Luz de lata, relatos, Ammann Verlag, Zúrich 2005.
- Schipino, novela, Schöffling & Co., Frankfurt am Main 2010.
- Los tres violines de Ruven Preuk Malpaso 2014.

## Logros
- 2003 Premio de Literatura Prenzlauer Berg
- 2006 Premio  Bremen de Literatura
- 2006 Beca Frontera de la Fundación Robert Bosch
- 2007 beca del Senado de Berlín
- 2007 Premio Kranichsteiner de Literatura
- 2009 premio Werner Bergengruen
- 2011/2012 EHF Fellowship de la Konrad-Adenauer-Stiftung

## Enlaces
- Página oficial de Svenja Leiber